# Jean-François Redouté
Jean-François Redouté (Bergen (België), 3 februari 1902 – Marcinelle, 5 februari 1994) was een Belgisch componist en militaire kapelmeester.

## Levensloop
Redouté studeerde aan het Koninklijk Conservatorium te Bergen (België) compositie en orkestratie bij Paul Gilson en Joseph Jongen. In 1926 werd hij lid van de Militaire kapel van het 1e infanterie regiment te Bergen en later tweede dirigent van de Militaire muziekkapel van het 3e infanterie regiment van Doornik. In 1937 werd hij dirigent van de Militaire kapel van het 2e infanterie regiment te Charleroi.
Tijdens de krijgsgevangenschap in de Tweede Wereldoorlog componeerde hij verschillende marsen voor harmonieorkest. Hij bewerkte ook Tod Und Verklärung, op. 24 van Richard Strauss voor harmonieorkest.
Na de oorlog werd hij weer dirigent van de Militaire kapel van het 2e infanterie regiment te Charleroi en later van de Militaire kapel van de 5e Infanterie Brigade. In 1951 volgde hij Henri Mestrez als dirigent op van de Koninklijke Muziekkapel van de Belgische Luchtmacht en bleef in deze functie tot 1963. Nadat hij met pensioen was gegaan dirigeerde hij verschillende civiele blaasorkesten, zoals de Fanfare royale «Les Enfants de Beaumont».

## Composities

### Werken voor harmonieorkest
- Bals de Paris, suite
- La Route
- Le Rêve du carillonneur, suite
- Marche des musiciens
- Mars van het REME
- Mars van het korps RASC
- Mars van het 2e Regiment Carabiniers Wielrijders (Marche pour le Deuxième Régiment de Carabiniers Cyclistes)
- Mars van het 4de Genie
- Notre Président
- Osax, voor saxofoon en harmonieorkest
- Prenzlau, marche de l'Oflag 11 a
- Rolande, symfonisch gedicht
- Schildersmars
- Souvenir de Gummersbach